# Aquila d’Arroscia
Aquila d’Arroscia (ligur nyelven Àquila) egy olasz község a Liguria régióban, Imperia megyében.

## Földrajz
Imperiától 37 km-re fekszik az Arroscia-völgyben.

## Története
A település neve 1862-ig Aquila. A völgy után, amelyben fekszik, felvette a „di Arroscia” jelzőt, megkülönböztetésképpen Olaszország más hasonló nevű településétől. A település erődje egy vár volt, az úgynevezett Castello di Clavesana, amelyet a barbár betörések elleni védelem céljából emeltek. A hagyományok szerint a vár felett rendszerint sasok (olaszul: aquila) köröztek, s innen származtatják a település nevét is. A régészeti leletek alapján nem sikerült pontosan megállapítani alapításának idejét. A település a rossz közúti kapcsolatai miatt kimaradt a történelem nagy eseményeiből. A lakosság nagy része napjainkban is állattartásból, pásztorkodásból tartja fenn magát.

## Látnivalók
- Madonna della Neve-templom
- San Sebastiano-oratórium
- Santa Reparata-plébániatemplom

## Gazdaság
A település elsősorban  olivaolaj-termelésből valamint  borászatból él. A helyi borok közül a legismertebbek az Ormeasco és a Pigato.

## Fordítás
- Ez a szócikk részben vagy egészben  az   Aquila d’Arroscia című olasz Wikipédia-szócikk fordításán alapul.  Az eredeti cikk szerkesztőit annak laptörténete sorolja fel. Ez a jelzés csupán a megfogalmazás eredetét és a szerzői jogokat jelzi, nem szolgál a cikkben szereplő információk forrásmegjelöléseként.